# RIAA-betoning
RIAA-betoning er en specifikation for optagelse (RIAA-forbetoning) og afspilning (RIAA-efterbetoning, RIAA-korrektion eller RIAA-udligning) af grammofonplader, oprettet af Recording Industry Association of America (RIAA). Formålet med RIAA-betoningen er at tillade længere optagetider (ved at reducere rillens udsving; bredde og dybde), at forbedre lydkvaliteten, og at mindske de rilleskader, der ellers ville opstå under afspilning.
RIAA-betoningskurverne var beregnet til at virke som en faktuel global industriel standard for grammofoner fra 1954. Men det er næsten umuligt at sige, hvornår ændringen faktisk fandt sted.
Ved afspilning sendes det elektriske lydsignal til en forforstærker med en RIAA-filter efterbetoning.

## Andre grammofonpladebetoninger
Inden 1954, især fra 1940, anvendte hvert pladeselskab sin egen betoning; der var over 100 kombinationer af betoninger i brug, hvor de vigtigste er Columbia-78, Decca-US, Europæisk (diverse), Victor-78 (diverse), Associated, BBC, NAB, Orthacoustic, Verden, Columbia LP, FFRR-78 og Microgroove, og AES. Den indlysende konsekvens var, at der blev opnået forskellige reproduktionsresultater, hvis forbetoningen (lydoptagelse) er forskellig fra efterbetoningen (lydafspilning).